# Corryocactus erectus
Corryocactus erectus är en kaktusväxtart som först beskrevs av Curt Backeberg, och fick sitt nu gällande namn av Friedrich Ritter. Corryocactus erectus ingår i släktet Corryocactus, och familjen kaktusväxter. Inga underarter finns listade i Catalogue of Life.

## Bildgalleri

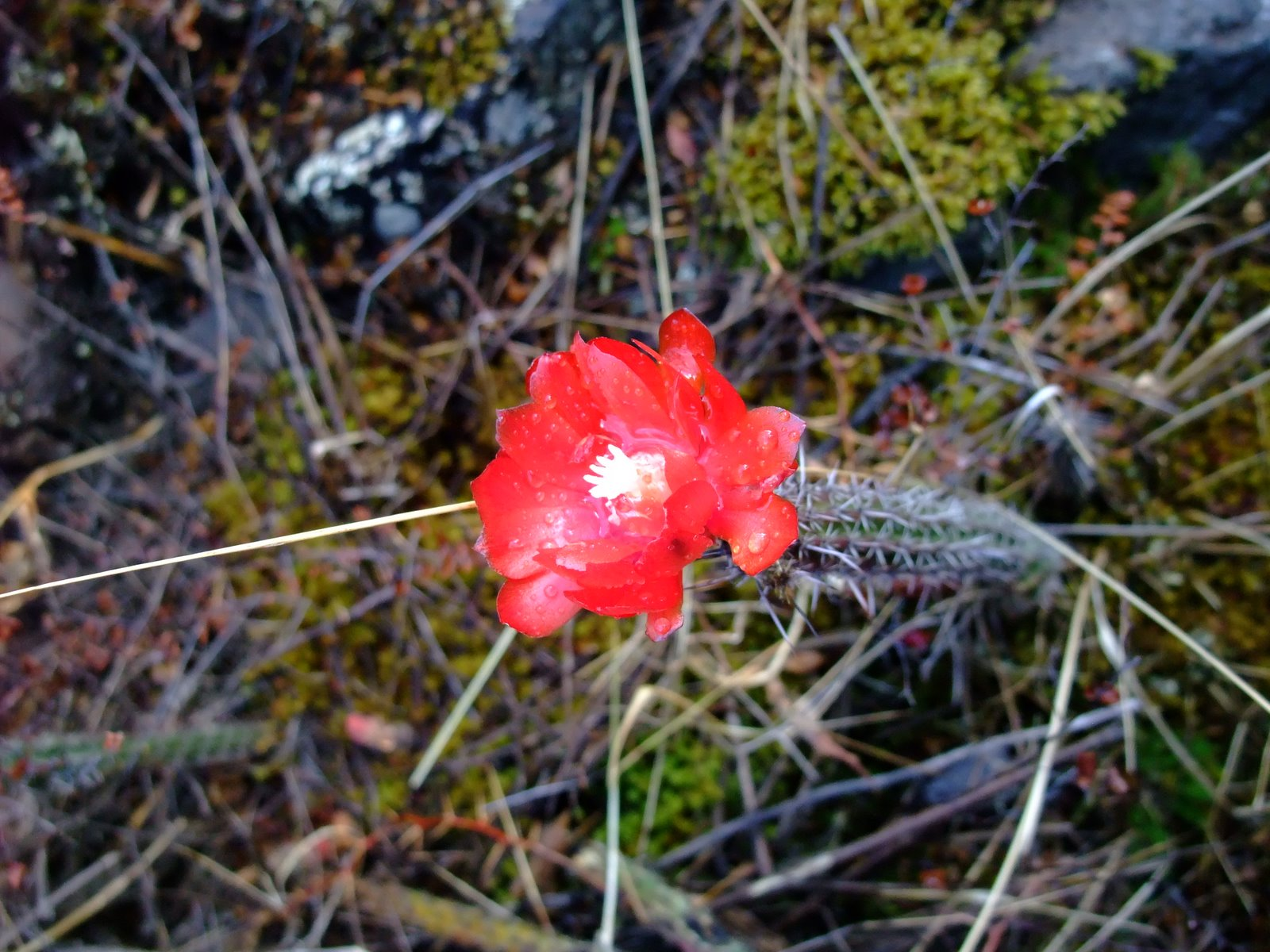